# SNIP1
SNIP1‏ (Smad nuclear interacting protein 1) هوَ بروتين يُشَفر بواسطة جين SNIP1 في الإنسان.